# Сигнал Хил (град, Калифорния)
Сигнал Хил (на английски: Signal Hill) е град в окръг Лос Анджелис, щата Калифорния, САЩ. Сигнал Хил е с население от 10951 жители (2005) и обща площ от 5,8 km². Намира се на 45 m надморска височина. ЗИП кодовете му са 90755, а телефонният му код е 562.